# Dave Mirra Freestyle BMX 2
Dave Mirra Freestyle BMX 2 é o sucessor de Dave Mirra Freestyle BMX e o segundo título da série Dave Mirra. Foi lançado para o PlayStation 2 em agosto de 2001, e nos meses seguintes, foi portado para o GameCube, Game Boy Advance e Xbox. Tanto o GameCube e Xbox apresentou dois níveis extras que não estavam presentes na versão de PS2.
No jogo, os jogadores podem assumir o papel de um dos 13 maiores BMX riders do mundo, ou uma série de outros personagens. Junto com os pilotos profissionais, havia 3 personagens ocultos. Uma delas era um adolescente que venceu um concurso e teve sua semelhança colocada no jogo, o homem Slim Jim dos comerciais Slim Jim, e em seguida, Boy Amish, que andava em torno de uma bicicleta de madeira e tinha roupas Amish. Algumas das etapas incluídas neste jogo são o Acampamento Woodward, Veneza, Greenville, Carolina do Norte, e os Metros de Manhattan.

## Jogabilidade
O primeiro modo, e principal é o Proquest, um modo de história. O jogador escolhe um personagem para retratar, em seguida, tem 3 minutos a vários testes para completar os objetivos definidos (classificação de iniciantes a Insane), tais como a moagem de 50 metros para baixo uma barra de moagem ou pontuação de 50.000 pontos em uma única corrida. Ao completar essas missões, o jogador ganha pontos de respeito. Após a coleta de pontos de respeito suficiente, eles então desbloqueia novas áreas e bicicletas. Em cada nova área do conjunto de objectivos é diferente. Depois de ganhar pontos suficientes, o jogador será convidado para uma competição, onde eles têm que mostrar sua habilidade em andar de bicicleta, não só tirar notas altas, mas também através da realização de uma variedade de truques, modificadores, giros e grinds. Você também pode ganhar 1000 pontos de respeito, encontrando todas as lacunas em um parque particular. Lacunas, como o nome implica, são lacunas entre dois itens, tais como entre dois saltos, ou a partir de um lado de um rio para o outro. Normalmente existem cerca de 10-20 lacunas em cada parque.
No modo de sessão, você participa de 3 minutos funciona apenas como você faz no Proquest, mas sem estabelecer metas. Você pode apenas tentar marcar pontuação alta, ou você pode tentar explorar diferentes áreas do parque, quebrar recordes, ou descobrir as lacunas.
No Freeride, você participar de corridas, mas desta vez sem quaisquer limites de tempo. Este modo é útil se você está apenas tentando explorar todos os cantos e recantos do parque, ou tentando descobrir segredos. O jogador não pode bater recordes ou descobrir as lacunas, já que não há limite de tempo, e é tecnicamente considerado trapaça. Portanto, qualquer pontuação obtida é desconsiderada
O Editor do Parque é um recurso bastante poderoso do jogo que permite ao usuário criar sua própria Bikepark a andar nos modos de jogo multiplayer Sessão, e Freeride. O parque é criado, colocando objetos premade em uma área em branco de um mapa temático. Lacunas entre os objectos podem também ser adicionados. O jogador pode, então, salvar o parque e montá-lo. Você não pode, no entanto, criar metas, como aqueles que figuram no Proquest.

### Multiplayer
Duas pessoas podem jogar diferentes tipos de jogo neste modo, em qualquer nível desbloqueado ou criados. Sendo uma das principais áreas onde o jogo poderia ter usado melhoria, Dave Mirra 2 Freestyle BMX suporta apenas 2 jogadores de uma só vez, e eles devem alternar em vez de jogar ao mesmo tempo (como em muitos outros esportes radicais títulos). Um dos jogos multiplayer foi semelhante ao "cavalo" jogo de basquete, exceto que você pode nomear o jogo o que você queria. O objeto do jogo foi realizar um truque, e então o próximo jogador teria que fazer o mesmo truque, caso contrário, acabar com uma carta. Uma vez que a palavra era completa, o jogo acabou. Outro foi chamada Wipeout. Os dois jogadores se revezaram chocando o mais difícil para ganhar pontos. Quem já teve a maioria de pontos em um único hit vitórias.

## Trilha sonora
| N.º | Título                | Intérprete               | Duração |  |
| 1.  | "Wake Up"             | Rage Against The Machine | 6:04    |  |
| 2.  | "Paranoid"            | Ozzy Osbourne            |         |  |
| 3.  | "Doin Time"           | Sublime                  |         |  |
| 4.  | "Makes No Difference" | Sum 41                   |         |  |
| 5.  | "She Sells Sanctuary" | The Cult                 |         |  |
| 6.  | "Buggin' Out"         | Tribe Called Quest       |         |  |
| 7.  | "Hypocritical"        | Methods of Mayhem        |         |  |
| 8.  | "Awake"               | Godsmack                 |         |  |
| 9.  | "All My Fault"        | Fenix TX                 |         |  |
| 10. | "Moment of Truth"     | Gang Starr               |         |  |